# Дієго Алвес
Дієго Алвес (порт. Diego Alves, нар. 24 червня 1985, Ріо-де-Жанейро) — бразильський футболіст, воротар клубу «Фламенгу» та національної збірної Бразилії.
Значну частину кар'єри провів у Іспанії, де грав за «Альмерію» та «Валенсію».

## Клубна кар'єра
Народився 24 червня 1985 року в місті Ріо-де-Жанейро. Вихованець юнацьких команд футбольних клубів «Ботафогу Сан-Паулу» та «Атлетіку Мінейру».
У дорослому футболі дебютував 2005 року виступами за команду клубу «Атлетіку Мінейру», проте в першому сезоні провів за основну команду в чемпіонаті лише одну гру. В тому сезоні «Атлетіко» зайняло 20 місце в Серії А і вилетіло в другий дивізіон. В підсумку клуб покинуло кілька основних гравців і Дієго Алвес став основним воротарем команди, допомігши в першому ж сезоні виграти Серію Б і повернутись в еліту, де Дієго залишився основним воротарем.
Своєю грою за цю команду привернув увагу представників тренерського штабу «Альмерії», новачка іспанської Ла-Ліги, до складу якої приєднався 24 липня 2007 року. Спочатку Алвес програвав місце в основі воротареві Давіду Кобеньйо, але потім став часто грати в стартовому складі та допоміг клубу досягти підсумкового 8-го місця. 
Після того, як Кобеньйо перейшов в «Райо Вальєкано» у серпні 2008 року, Алвес став основним воротарем клубу з сезону 2008/09. Всього відіграв за клуб з Альмерії чотири сезони своєї ігрової кар'єри. Більшість часу, проведеного у складі «Альмерії», був основним голкіпером команди. Відзначався досить високою надійністю, пропускаючи в іграх чемпіонату в середньому менше одного голу за матч.
Влітку 2011 року, після того, як «Альмерія» зайняла останнє 20 місце в чемпіонаті й вилетіла в Сегунду, бразильський голкіпер покинув клуб і возз'єднався зі своїм колишнім наставником Унаї Емері, уклавши контракт з «Валенсією». За «кажанів» Дієго дебютував в Лізі чемпіонів, 13 вересня 2011 року, відігравши весь матч проти бельгійського «Генка», проте здебільшого програвав місце в воротах Вісенте Гвайті. Пізніше став основним воротарем валенсійського клубу.
У матчі 6-го туру Прімери сезону 2016/17 у матчі проти «Леганеса» бразилець став рекордсменом Ла Ліги за відбитим пенальті, відбивши удар у виконанні Александра Шимановського. Цей пенальті став 17-м, відбитим воротарем «Валенсії», і за цим показником він обійшов Андоні Субісаррету.
Станом на 2 квітня 2017 року за час своєї кар'єри в Іспанії Дієго Алвес відбив 24 пенальті із 50, що пробивалися у його ворота.
В сезоні 2016/17 у матчі 35-го туру Прімери проти «Реала» бразилець відбив 6-й пенальті за сезон і таким чином встановив рекорд Ла Ліги за відбитими 11-метровими в одному розіграші іспанської першості.

## Виступи за збірні
2005 року залучався до складу молодіжної збірної Бразилії. На молодіжному рівні зіграв у 3 офіційних матчах, пропустив 3 голи.
2008 року захищав кольори олімпійської збірної Бразилії. У складі цієї команди провів 6 матчів. Також Алвес був обраний для участі в літніх Олімпійських іграх 2008 в Пекіні, на якому команда здобула бронзові олімпійські нагороди, але жодного матчу так і не зіграв. Всі 5 матчів відстояв Ренан.
11 листопада 2011 року Дієго дебютував у складі національної збірної Бразилії, відігравши «на нуль» матч проти збірної Габону. Наразі провів у формі головної команди країни 7 матчів, пропустивши 1 гол.

## Досягнення
- Бронзовий олімпійський призер: 2008

«Атлетіку Мінейро»
- Переможець Ліги Мінейро: 2007
- Володар кубка Лібертадорес: 2019

«Фламенгу»
- Чемпіон Бразилії: 2019, 2020
- Володар кубка Лібертадорес: 2019
- Переможець Ліги Каріока: 2019, 2020, 2021
- Володар Рекопи Південної Америки: 2020
- Володар Суперкубка Бразилії: 2020, 2021
- Володар Кубка Бразилії: 2022
- Володар Кубка Лібертадорес: 2022